# Gran Premio motociclistico di Catalogna 1996
Il Gran Premio motociclistico di Catalogna 1996 fu il 13 appuntamento del motomondiale 1996. Si trattò della prima edizione del Gran Premio motociclistico di Catalogna e si svolse il 15 settembre 1996 sul circuito di Catalogna. Le vittorie furono di Carlos Checa su Honda nella classe 500, di Max Biaggi nella classe 250 e nella classe 125 di Tomomi Manako (alla prima vittoria nel motomondiale).
Il gran premio viene ricordato anche per essere stato l'ultimo nella storia ad ospitare le gare delle motocarrozzette; l'ultimo successo tra i sidecar arrise al pilota svizzero Rolf Biland, cioè proprio al pilota che detiene il record assoluto di vittorie nella classe stessa e che ottenne anche il giro più veloce in corsa (il passeggero fu Kurt Waltisperg). Su 340 gran premi disputati dalla prima presenza nel Gran Premio motociclistico di Svizzera 1949 si è aggiudicato il primo posto per 81 volte, precedendo in questa speciale classifica Klaus Enders con 27 successi e Steve Webster (che proprio in questa occasione aveva ottenuto la pole position) con 23.
Al via di quest'ultima prova storica si presentarono 21 equipaggi ma solo 14 vennero classificati al termine della gara con il risultato che non tutti i punti disponibili vennero assegnati.

## Classe 500
Con il secondo posto ottenuto alle spalle del vincitore Carlos Checa, Mick Doohan ebbe la certezza matematica del titolo iridato piloti, il terzo consecutivo. Sempre questa gara rappresentò il centesimo successo della Honda nella classe regina del mondiale.

### Arrivati al traguardo
| Pos. | Nº | Pilota            | Squadra                 | Motocicletta  | Giri | Tempo     | Griglia | Punti |
| ---- | -- | ----------------- | ----------------------- | ------------- | ---- | --------- | ------- | ----- |
| 1    | 24 | Carlos Checa      | Fortuna-Honda-Pons      | Honda         | 25   | 44:56.885 | 4       | 25    |
| 2    | 1  | Mick Doohan       | Repsol Honda            | Honda         | 25   | +6.591    | 1       | 20    |
| 3    | 4  | Àlex Crivillé     | Repsol Honda            | Honda         | 25   | +6.640    | 2       | 16    |
| 4    | 3  | Luca Cadalora     | Kanemoto Honda          | Honda         | 25   | +7.048    | 3       | 13    |
| 5    | 6  | Tadayuki Okada    | Repsol Honda            | Honda         | 25   | +7.129    | 11      | 11    |
| 6    | 41 | Shin'ichi Itō     | Repsol Honda            | Honda         | 25   | +21.867   | 10      | 10    |
| 7    | 17 | Alberto Puig      | Fortuna-Honda-Pons      | Honda         | 25   | +25.939   | 7       | 9     |
| 8    | 7  | Alex Barros       | Honda Pileri            | Honda         | 25   | +26.875   | 6       | 8     |
| 9    | 65 | Loris Capirossi   | Marlboro Yamaha Rainey  | Yamaha        | 25   | +27.105   | 9       | 7     |
| 10   | 9  | Norifumi Abe      | Marlboro Yamaha Roberts | Yamaha        | 25   | +58.628   | 13      | 6     |
| 11   | 11 | Scott Russell     | Lucky Strike Suzuki     | Suzuki        | 25   | +1:02.111 | 12      | 5     |
| 12   | 13 | Jeremy McWilliams | Qub Team Optimum        | ROC Yamaha    | 25   | +1:25.019 | 19      | 4     |
| 13   | 27 | Frédéric Protat   | Soverex FP Racing       | ROC Yamaha    | 25   | +1:39.079 | 18      | 3     |
| 14   | 96 | Paul Young        | Padgetts Racing         | Harris Yamaha | 24   | +1 giro   | 25      | 2     |
| 15   | 44 | Chris Walker      | Elf 500 Roc             | Elf 500       | 24   | +1 giro   | 24      | 1     |

### Ritirati
| Nº | Pilota            | Squadra                 | Motocicletta  | Giri | Griglia |
| -- | ----------------- | ----------------------- | ------------- | ---- | ------- |
| 10 | Kenny Roberts Jr  | Marlboro Yamaha Roberts | Yamaha        | 23   | 8       |
| 12 | Jean-Michel Bayle | Marlboro Yamaha Roberts | Yamaha        | 17   | 5       |
| 23 | Eugene McManus    | Millar Racing           | Yamaha        | 14   | 22      |
| 2  | Daryl Beattie     | Lucky Strike Suzuki     | Suzuki        | 13   | 15      |
| 8  | Juan Borja        | Elf 500 Roc             | Elf 500       | 13   | 14      |
| 30 | Andrew Stroud     | W.C.M.                  | ROC Yamaha    | 9    | 21      |
| 22 | Lucio Pedercini   | Team Pedercini          | ROC Yamaha    | 8    | 16      |
| 19 | Sean Emmett       | Harris Grand Prix       | Harris Yamaha | 2    | 17      |
| 14 | Adrian Bosshard   | ELC Lease Roc           | ROC Yamaha    | 2    | 20      |

### Non partiti
| Nº | Pilota              | Squadra           | Motocicletta | Griglia |
| -- | ------------------- | ----------------- | ------------ | ------- |
| 51 | Jean Pierre Jeandat | Team Paton        | Paton        | 23      |
| 15 | Doriano Romboni     | IP Aprilia Racing | Aprilia      |         |

## Classe 250

### Arrivati al traguardo
| Pos. | Nº | Pilota                   | Squadra                 | Motocicletta | Giri | Tempo     | Griglia | Punti |
| ---- | -- | ------------------------ | ----------------------- | ------------ | ---- | --------- | ------- | ----- |
| 1    | 1  | Max Biaggi               | Chesterfield Aprilia    | Aprilia      | 23   | 42:03.123 | 1       | 25    |
| 2    | 19 | Olivier Jacque           | Chesterfield Elf Tech 3 | Honda        | 23   | +10.188   | 2       | 20    |
| 3    | 3  | Ralf Waldmann            | HB Honda Germany        | Honda        | 23   | +13.476   | 6       | 16    |
| 4    | 10 | Tōru Ukawa               | Benetton Honda          | Honda        | 23   | +14.291   | 4       | 13    |
| 5    | 11 | Jürgen Fuchs             | HB Honda Germany        | Honda        | 23   | +14.433   | 7       | 11    |
| 6    | 34 | Marcellino Lucchi        | Nastro Azzurro Aprilia  | Aprilia      | 23   | +18.269   | 3       | 10    |
| 7    | 6  | Nobuatsu Aoki            | Rheos Molenaar Racing   | Honda        | 23   | +25.600   | 5       | 9     |
| 8    | 8  | Cristiano Migliorati     | Axo San Patrignano      | Honda        | 23   | +34.269   | 13      | 8     |
| 9    | 14 | Eskil Suter              | Mohag Aprilia           | Aprilia      | 23   | +38.493   | 8       | 7     |
| 10   | 55 | Régis Laconi             | Tecmas Grand Prix       | Honda        | 23   | +40.120   | 9       | 6     |
| 11   | 26 | Takeshi Tsujimura        | F.C.C. Technical Sports | Honda        | 23   | +40.150   | 19      | 5     |
| 12   | 27 | Sebastián Porto          | PR2 Aprilia YPF-Esco    | Aprilia      | 23   | +46.555   | 17      | 4     |
| 13   | 7  | Luis d'Antín             | MX Onda-S.S.P. Comp.    | Honda        | 23   | +48.011   | 10      | 3     |
| 14   | 12 | Jurgen van den Goorbergh | M.Q.P. Racing           | Honda        | 23   | +49.391   | 11      | 2     |
| 15   | 29 | Osamu Miyazaki           | Edo Racing              | Aprilia      | 23   | +53.953   | 21      | 1     |
| 16   | 15 | Gianluigi Scalvini       | Team Pileri             | Honda        | 23   | +54.143   | 18      |       |
| 17   | 25 | Davide Bulega            | Team Italia             | Aprilia      | 23   | +54.369   | 15      |       |
| 18   | 20 | Luca Boscoscuro          | Scuderia AGV            | Aprilia      | 23   | +54.621   | 26      |       |
| 19   | 66 | Alessandro Antonello     | FGF Guidotti            | Aprilia      | 23   | +1:08.015 | 25      |       |
| 20   | 44 | Francisco Riquelme       | Tey Competicion         | Honda        | 22   | +1 giro   | 31      |       |
| 21   | 45 | Ismael Bonilla           | Almafot                 | Honda        | 22   | +1 giro   | 33      |       |
| 22   | 65 | Vicente Esparragoso      | Team Esparragoso        | Honda        | 22   | +1 giro   | 32      |       |

### Ritirati
| Nº | Pilota               | Squadra                 | Motocicletta | Giri | Griglia |
| -- | -------------------- | ----------------------- | ------------ | ---- | ------- |
| 30 | José Luis Cardoso    | Sherry Repsol Aprilia   | Aprilia      | 21   | 14      |
| 41 | Jamie Robinson       | Docshop Racing          | Aprilia      | 19   | 22      |
| 22 | Oliver Petrucciani   | Mohag Aprilia           | Aprilia      | 16   | 24      |
| 28 | Cristophe Cogan      | Team AJP                | Honda        | 13   | 23      |
| 64 | Miguel Tey           | Tey Competicion         | Honda        | 13   | 28      |
| 96 | José Barresi         | Marlboro Venemotos      | Yamaha       | 6    | 29      |
| 5  | Jean-Philippe Ruggia | Chesterfield Elf Tech 3 | Honda        | 2    | 12      |
| 68 | Franco Battaini      | Axo San Patrignano      | Honda        | 2    | 30      |
| 16 | Sete Gibernau        | Marlboro Yamaha Rainey  | Yamaha       | 1    | 16      |
| 23 | Christian Boudinot   | Promoto Sport           | Aprilia      | 1    | 27      |

### Non partito
| Nº | Pilota          | Squadra             | Motocicletta | Griglia |
| -- | --------------- | ------------------- | ------------ | ------- |
| 9  | Yasu Hatakeyama | F.C.C. T.S. Penguin | Honda        | 20      |

## Classe 125

### Arrivati al traguardo
| Pos. | Nº | Pilota            | Squadra                 | Motocicletta | Giri | Tempo     | Griglia | Punti |
| ---- | -- | ----------------- | ----------------------- | ------------ | ---- | --------- | ------- | ----- |
| 1    | 8  | Tomomi Manako     | UGT Europa              | Honda        | 22   | 42:26.228 | 3       | 25    |
| 2    | 72 | Garry McCoy       | Scuderia Alfa Bieffe    | Aprilia      | 22   | +1.190    | 4       | 20    |
| 3    | 2  | Kazuto Sakata     | Krona-Aprilia           | Aprilia      | 22   | +6.606    | 32      | 16    |
| 4    | 3  | Emilio Alzamora   | Cepsa Effeuno Matteoni  | Honda        | 22   | +6.754    | 2       | 13    |
| 5    | 1  | Haruchika Aoki    | Rheos Molenaar Racing   | Honda        | 22   | +6.920    | 14      | 11    |
| 6    | 19 | Yōichi Ui         | Yamaha Kurz             | Yamaha       | 22   | +6.962    | 1       | 10    |
| 7    | 14 | Yoshiaki Katō     | Yamaha Kurz             | Yamaha       | 22   | +6.998    | 11      | 9     |
| 8    | 55 | Jorge Martínez    | Airtel-Aspar            | Aprilia      | 22   | +7.244    | 8       | 8     |
| 9    | 26 | Ivan Goi          | Cepsa Effeuno Matteoni  | Honda        | 22   | +8.828    | 12      | 7     |
| 10   | 5  | Dirk Raudies      | HB Team Raudies         | Honda        | 22   | +13.303   | 16      | 6     |
| 11   | 12 | Noboru Ueda       | Docshop Racing          | Honda        | 22   | +17.744   | 19      | 5     |
| 12   | 11 | Herri Torrontegui | Axo San Patrignano      | Honda        | 22   | +19.034   | 20      | 4     |
| 13   | 24 | Jaroslav Huleš    | Team Pileri             | Honda        | 22   | +39.015   | 18      | 3     |
| 14   | 69 | Mirko Giansanti   | Team Pileri             | Honda        | 22   | +40.142   | 21      | 2     |
| 15   | 27 | Gabriele Debbia   | Biesse Semprucci Debbia | Yamaha       | 22   | +40.194   | 22      | 1     |
| 16   | 88 | Ángel Nieto Jr    | Airtel-Aspar            | Aprilia      | 22   | +49.499   | 23      |       |
| 17   | 45 | Daniel Ribalta    | T.M.R.                  | Honda        | 22   | +58.692   | 31      |       |
| 18   | 62 | David García      | T.M.R.                  | Honda        | 22   | +1:15.975 | 30      |       |

### Ritirati
| Nº | Pilota             | Squadra                | Motocicletta | Giri | Griglia |
| -- | ------------------ | ---------------------- | ------------ | ---- | ------- |
| 6  | Stefano Perugini   | Nastro Azzurro Aprilia | Aprilia      | 21   | 7       |
| 15 | Manfred Geissler   | Marlboro-Aprilia-Eckl  | Aprilia      | 21   | 13      |
| 36 | Josep Sarda        | Mobil 1-TNT-LB Racing  | Honda        | 20   | 24      |
| 44 | Enrique Maturana   | Team E. Castro         | Yamaha       | 14   | 29      |
| 23 | Frédéric Petit     | Team RMS               | Honda        | 3    | 15      |
| 10 | Peter Öttl         | Marlboro-Aprilia-Eckl  | Aprilia      | 3    | 6       |
| 17 | Darren Barton      | Ditter Plastic         | Aprilia      | 3    | 28      |
| 63 | José Ramon Ramirez | Airtel-Aspar           | Honda        | 1    | 26      |
| 35 | Loek Bodelier      | Mobil 1-TNT-LB Racing  | Honda        | 1    | 25      |
| 13 | Lucio Cecchinello  | Honda Team GP3         | Honda        | 0    | 10      |
| 4  | Akira Saitō        | Docshop Racing         | Honda        | 0    | 17      |
| 46 | Valentino Rossi    | Scuderia AGV           | Aprilia      | 0    | 5       |
| 7  | Masaki Tokudome    | Ditter Plastic         | Aprilia      | 0    | 9       |

### Non partito
| Nº | Pilota      | Squadra     | Motocicletta | Griglia |
| -- | ----------- | ----------- | ------------ | ------- |
| 66 | Gino Borsoi | Team Italia | Aprilia      | 27      |

## Classe sidecar
Seconda vittoria consecutiva per Rolf Biland-Kurt Waltisperg; alle loro spalle salgono sul podio Klaffenböck-Parzer e, per la prima volta quest'anno, Abbott-Biggs. Darren Dixon-Andy Hetherington, già matematicamente campioni, si piazzano quarti.
Nella classifica finale Dixon chiude con 141 punti, Biland è secondo a 119 davanti a Webster a 110 e a Güdel a 108.

### Arrivati al traguardo
Fonte:
| Pos | Pilota             | Passeggero        | Sidecar    | Giri | Tempo     | Punti |
| --- | ------------------ | ----------------- | ---------- | ---- | --------- | ----- |
| 1   | Rolf Biland        | Kurt Waltisperg   | LCR-BRM    | 22   | 40'42"623 | 25    |
| 2   | Klaus Klaffenböck  | Christian Parzer  | LCR-ADM    | 22   | +8"578    | 20    |
| 3   | Steve Abbott       | Jamie Biggs       | Windle-ADM | 22   | +11"525   | 16    |
| 4   | Darren Dixon       | Andy Hetherington | Windle-ADM | 22   | +17"851   | 13    |
| 5   | Steve Webster      | David James       | LCR-ADM    | 22   | +19"717   | 11    |
| 6   | Paul Güdel         | Charly Güdel      | LCR-BRM    | 22   | +26"253   | 10    |
| 7   | Markus Bösiger     | Jürg Egli         | LCR-ADM    | 22   | +44"025   | 9     |
| 8   | Tony Wyssen        | Kilian Wyssen     | LCR-BRM    | 22   | +46"156   | 8     |
| 9   | Yoshisada Kumagaya | Trevor Hopkinson  | LCR-BRM    | 22   | +1'27.278 | 7     |
| 10  | Markus Schlosser   | Thomas Herzog     | LCR-BRM    | 22   | +1'27.568 | 6     |
| 11  | Kevin Webster      | Rob McIntosh      | LCR-ADM    | 22   | +1'57.079 | 5     |
| 12  | Dave Molyneux      | Peter Hill        | Windle-ADM | 21   | +1 giro   | 4     |
| 13  | Mark Reddington    | Trevor Crone      | LCR-ADM    | 21   | +1 giro   | 3     |
| 14  | Jari Nikkanen      | Jarno Nikkanen    | LCR-Honda  | 21   | +1 giro   | 2     |

## Thunderbike Trophy
Fonte: Thunderbike Trophy 1996 - Catalunya, su classic.autosport.com (archiviato dall'url originale il 15 febbraio 2019).

### Arrivati al traguardo
| Pos. | Nº | Pilota                    | Motocicletta | Giri | Tempo     | Punti |
| ---- | -- | ------------------------- | ------------ | ---- | --------- | ----- |
| 1    | 11 | Rubén Xaus                | Honda        | 17   | 32:50.664 | 25    |
| 2    | 2  | Yves Briguet              | Honda        | 17   | +0.692    | 20    |
| 3    | 17 | Pere Riba                 | Honda        | 17   | +0.773    | 16    |
| 4    | 8  | Jeffry de Vries           | Yamaha       | 17   | +1.831    | 13    |
| 5    | 20 | William Costes            | Honda        | 17   | +5.428    | 11    |
| 6    | 3  | Stéphane Mertens          | Honda        | 17   | +6.826    | 10    |
| 7    | 7  | Wilco Zeelenberg          | Honda        | 17   | +6.832    | 9     |
| 8    | 14 | Iain MacPherson           | Honda        | 17   | +16.060   | 8     |
| 9    | 23 | José Oriol Fernández      | Yamaha       | 17   | +16.100   | 7     |
| 10   | 10 | Eric Mahé                 | Yamaha       | 17   | +16.932   | 6     |
| 11   | 22 | Gregorio Lavilla          | Yamaha       | 17   | +17.886   | 5     |
| 12   | 16 | Marc Garcia               | Honda        | 17   | +17.952   | 4     |
| 13   | 33 | Agustín Escobar           | Honda        | 17   | +18.548   | 3     |
| 14   | 1  | Stefan Scheschowitsch     | Kawasaki     | 17   | +23.510   | 2     |
| 15   | 12 | Franky Heidger            | Honda        | 17   | +41.048   | 1     |
| 16   | 18 | David Rouge               | Honda        | 17   | +50.852   |       |
| 17   | 21 | Philippe Pinchedez        | Honda        | 17   | +50.894   |       |
| 18   | 30 | José María Martín Vázquez | Honda        | 17   | +53.779   |       |
| 19   | 89 | Óscar Sánchez             | Yamaha       | 17   | +1:16.432 |       |
| 20   | 91 | Óscar Moya                | Honda        | 17   | +1:20.111 |       |
| 21   | 90 | Ezequiel Sánchez          | Honda        | 17   | +1:50.443 |       |

### Ritirati
| Nº | Pilota           | Motocicletta | Giri |
| -- | ---------------- | ------------ | ---- |
| 15 | Bernard Garcia   | Honda        | 12   |
| 6  | Enrique de Juan  | Kawasaki     | 9    |
| 25 | Phil Borley      | Kawasaki     | 8    |
| 5  | Mario Innamorati | Bimota       | 5    |
| 19 | Adrien Morillas  | Yamaha       | 2    |